# Concerto pour harpe, op. 25 (Ginastera)
Le Concerto pour harpe d'Alberto Ginastera a été joué pour la première fois en 1965. Il a été promu dans les années 1950 par Edna Phillips, la harpiste de l' Orchestre de Philadelphie. Elle avait pris sa retraite au moment où l'œuvre était prête à être créée, et la partie solo a été jouée par le harpiste espagnol Nicanor Zabaleta avec l'Orchestre de Philadelphie, dirigé par Eugene Ormandy.
En 2016, cent ans après la naissance du compositeur, plusieurs représentations ont vu le jour, dont une de la harpiste française Marie-Pierre Langlamet et de l'Orchestre philharmonique de Berlin dirigé par Juanjo Mena.

## Instruments
Bois
2 flûtes (flûte 2 double piccolo )
2 hautbois
2 clarinettes en si 
2 bassons
Cuivres
2 cors en fa
2 trompettes en ut
Percussions
Timbales
Tambourin
Tambour de campagne
Cymbales
Xylophone
Célesta
Divers instruments de percussions latines
Instruments à Cordes
Harpe
Violon I
Violon II
Altos
Violoncelles
Contrebasses

## Mouvements
1. Allegro giusto
2. Molto moderato
3. Liberamente capriccioso - Vivace

## Voir également
- Liste des compositions pour harpe

## Sources
- Alberto Ginastera, Concerto pour harpe. op. 25 (Boosey et Hawkes, 1974).